# Gaia (rey)
Gaia (- 207 a. C.) fue un rey bereber de los masilios, una tribu oriental númida del Magreb en el norte de África.
Gaia reinó durante la segunda guerra púnica contra la antigua Roma. Fue el padre del rey Masinisa, y hermano de Oezalces.
Autores greco-romanos le dan el nombre de "Gala", pero una inscripción en Dougga indica que puede haber sido "Gaia".